# Kornelius Hansen
Kornelius Hansen (6 mei 2001) is een Noorse voetballer die als aanvaller speelt voor Almere City FC.

## Carrière

### Stabæk
Op 25 mei 2020 kwam Hansen over uit de jeugdopleiding van Southampton en tekende een contract tot en met 2022 bij Stabæk. Daar speelde hij 82 wedstrijden waarbij hij tot 18 doelpunten kwam.

### Almere City FC
Op 10 januari 2023 tekende hij een contract tot en met juni 2025 bij Almere City FC. Daar maakte hij zijn debuut op 20 januari 2023 door acht minuten voor tijd in te vallen in de met 2-2 gelijk geëindigde wedstrijd tegen De Graafschap.

## Statistieken
| Seizoen        | Club           | Land               | Competitie      | Competitie | Competitie | Beker | Beker | Internationaal | Internationaal | Totaal | Totaal |
| Seizoen        | Club           | Land               | Competitie      | Wed.       | Dlp.       | Wed.  | Dlp.  | Wed.           | Dlp.           | Wed.   | Dlp.   |
| -------------- | -------------- | ------------------ | --------------- | ---------- | ---------- | ----- | ----- | -------------- | -------------- | ------ | ------ |
| 2017           | Fram Larvik    | Vlag van Noorwegen | PostNord Ligaen | 6          | 1          | 0     | 0     | 0              | 0              | 6      | 1      |
| 2020           | Stabæk         | Vlag van Noorwegen | Eliteserien     | 27         | 6          | 0     | 0     | 0              | 0              | 27     | 6      |
| 2021           | Stabæk         | Vlag van Noorwegen | Eliteserien     | 25         | 2          | 3     | 2     | 0              | 0              | 28     | 4      |
| 2022           | Stabæk         | Vlag van Noorwegen | OBOS-Ligaen     | 24         | 7          | 3     | 1     | 0              | 0              | 27     | 8      |
| 2022/23        | Almere City FC | Vlag van Nederland | Eerste divisie  | 24         | 4          | 3     | 5     | 0              | 0              | 27     | 9      |
| Carrièretotaal | Carrièretotaal | Carrièretotaal     | Carrièretotaal  | 106        | 20         | 9     | 8     | 0              | 0              | 115    | 28     |

Bijgewerkt op 24 april 2024.

## Interlandcarrière
Hanson speelde in de Noorse jeugdelftallen van onder 15 tot en met onder 18. Hij maakte zijn debuut op 14 april 2016 in de 4-3 verloren wedstrijd tegen Japan onder 16.
1 Bakker ·
2 Dankerlui ·
3 Jacobs ·
4 Visus ·
5 Ritmeester van de Kamp ·
6 Carbonell ·
7 Providence ·
8 Tahiri ·
9 Robinet  ·
11 Kadile ·
12 Jasim ·
14 Zagaritis ·
15 Lawrence ·
16 Nalić ·
17 Hansen ·
18 Brym ·
19 Haye ·
20 Akujobi ·
21 Guillaume ·
22 Barbet ·
23 Balboa ·
24 Mattoir ·
25 Mamengi ·
26 Keller ·
27 Martins ·
28 Receveur ·
29 Wendlinger ·
30 Kuiper ·
31 Van der Wilt ·
32 De Nijs ·
34 Foah-Sam ·
34 Pinas ·
36 Beaumont ·
37 Puriel ·
39 Poku ·
40 Dors ·
50 Garden ·
Coach: Rijsdijk
· Assistent-coach: Booy
· Assistent-coach: Dastgir
· Assistent-coach: Talan
· Keeperstrainer: Etemadi